# Masnavi

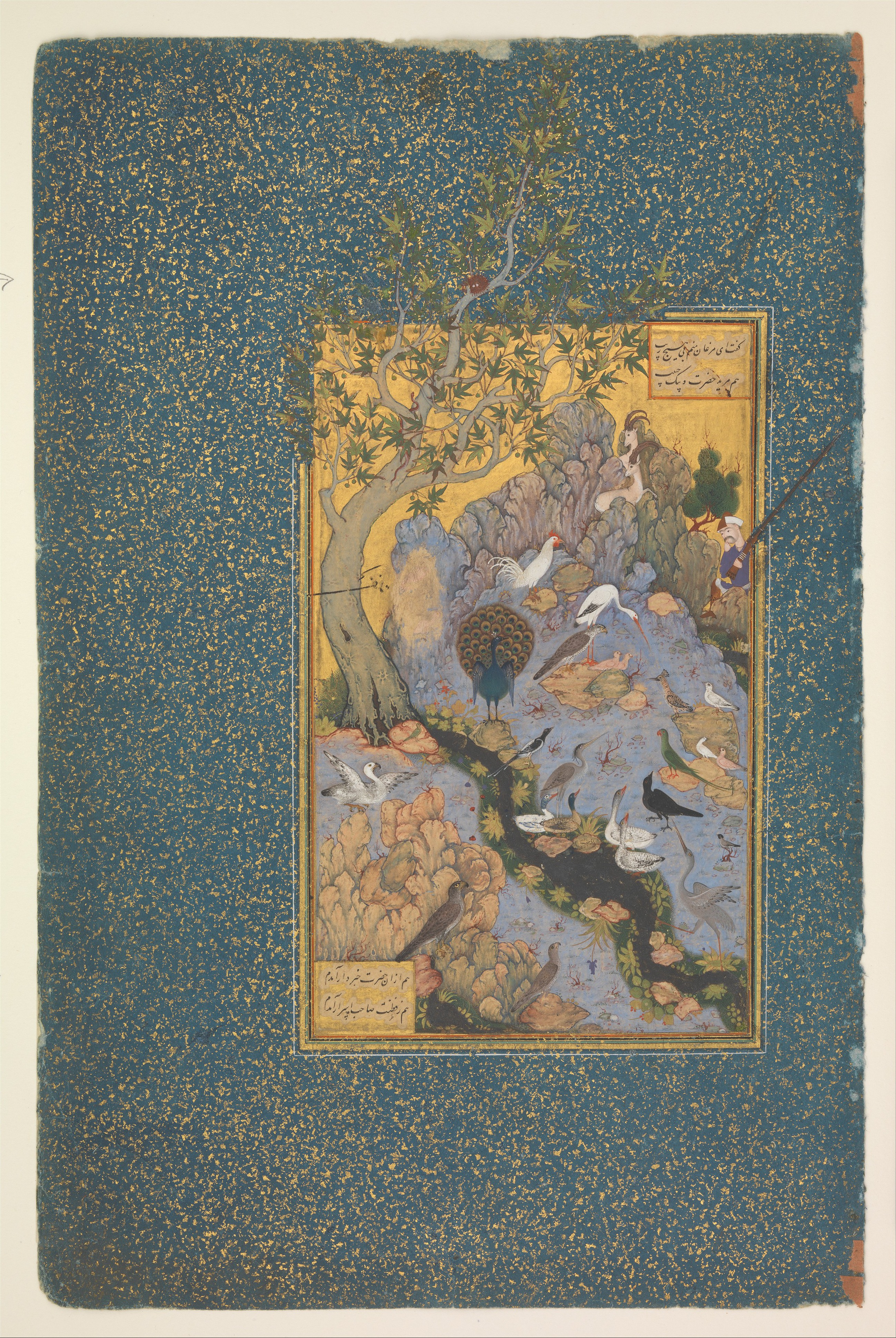
Manuscrit persa del s. XVII del masnavi Mantiq al-Tayr, El llenguatge de les aus, de Farid-ad-Din Attar

El masnavi, també anomenat masnawi o mathnavi, és un gènere poètic de les literatures persa, turca, urdu i àrab, compost en estrofes de dos versos o apariats, en nombre indeterminat, tot i que és generalment extens i amb el patró de rima aa/ bb/ cc, etc.
Malgrat que sobretot utilitzat per a la poesia heroica, històrica i èpica romàntica, el gènere masnavi també s'empra en la de caràcter didàctic, amb temes filosòfics o religiosos. La mètrica de cada hemistiqui no excedia d'onze síl·labes.

## Masnavipersa
El primer masnavi rellevant que es coneix és del període samànida (s. X).
Tot i que apareix més tard que el seu homòleg en llengua àrab, el muzdawid, el masnavi és considerat per la immensa majoria d'erudits moderns una continuació d'una forma poètica iraniana i no del seu equivalent àrab, si bé és molt probable que sorgís d'un procés d'adaptació de la poètica preislàmica a la prosòdia de l'etapa islàmica. Les etapes d'aquest procés no es poden determinar actualment, per l'escassetat de vestigis que es conserven de la poesia persa preclàssica.

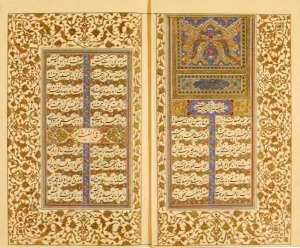
Hadiqat al Haqiqa, El Jardí de la Veritat, masnavi d'Hakim Sanai. Manuscrit persa del s. XIX

En general, els masnavis contenen una sèrie de seccions o capítols introductoris (comunament denominats dibaca) i el text pròpiament del masnavi. En les seccions introductòries es tracta una sèrie de temes, alguns considerats necessaris o d'obligat esment i altres afegits a criteri del poeta. Entre els primers estarien la lloança a Déu, pregàries, elogi del Profeta, en què se sol incloure la seua família i companys, una dedicatòria al patrocinador del poeta, així com explicacions sobre les circumstàncies de la composició, el tema principal, etc.
La literatura persa del període islàmic està fortament imbuïda de l'esperit del sufisme i aquesta influència es faria sentir en la forma del masnavi que, molt ràpid, va servir com a manera d'expressió sufí tal com ocorregué amb Sanai, el poeta de Gazni, que fou el primer a utilitzar-lo en aquest sentit en el Hadiqat al Haqiqa, o El Jardí de la Veritat i que és considerat precursor dels coneguts masnavi Mantiq al Tayr i Masnavi-ye Manavi.
En la modalitat poètica del masnavi es van escriure moltes obres literàries famoses en persa:
- Shahnameh o El Llibre dels reis, de Firdawsí (935-1020). Gran epopeia històrica poètica sobre l'Iran.
- El jardí de la Veritat o Hadiqat al Haqiqa de Hakim Sanai (1070-1150).
- Khamsa o Quintet, Makhzan al-Asrar o Tresor dels misteris i Eskandar nameh o Llibre d'Alexandre (el Gran) de Nizami Gandjawi (1141-1209).
- Illahi Nama, Asrar Nama i Mantyq al Tayr o La conferència dels ocells, reconegut masnavi al·legòric de Farid-ad-Din Attar (ca.1145 -1221) en què descriu les vicissituds dels ocells (que simbolitzen els cercadors de la Veritat), en el seu viatge per set meravelloses valls (o etapes espirituals) a la recerca del seu rei, el mític Simurgh o Fènix (al·legoria de la Veritat Suprema).

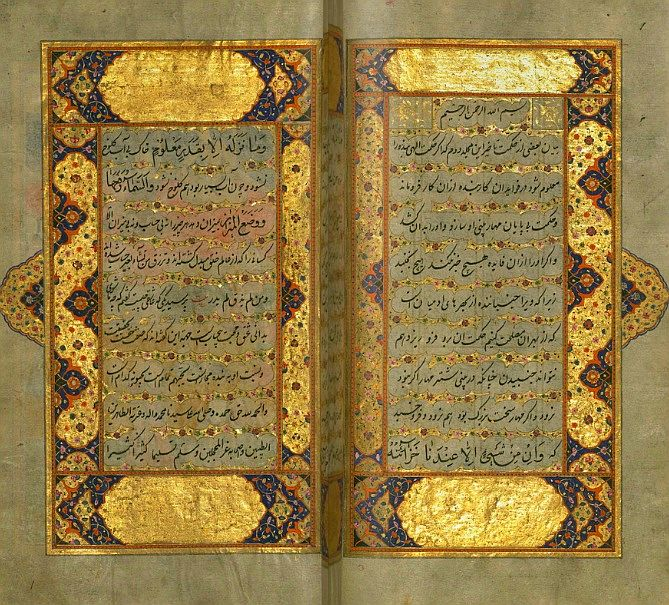
Manuscrit il·luminat hindú del s. XVII del Masnavi ye Manavi de Jalal al-Din Rumi

- El Masnavi-ye Manavi o Masnavi Espiritual, monumental obra de més de 25.000 versos en sis volums de Rumi (1207-1273). És un compendi de relats i poemes que expressen, des de la mística sufí, la plenitud que dona la unió amb la Veritat Transcendent.[6][7]
- El Bostan o Hort de Saadi (1213-1291),
- Homay o Homayun de Khwaju Kermani (1290-1352).
- Gulshan i raz o El jardí de les roses del misteri de Mahmud Shabistari (1288-ca.1340) i
- Haft Awrang o Els set trons de Jami (1414-1492).[8][9]

En la literatura persa moderna, el masnavi ha demostrat ser encara un mitjà útil per als poetes, tot i que renovant els continguts. Exemple d'això serien el masnavi de tendència nacionalista Nama-yi bastan o Salar-nama (1895-6) del pensador iranià Aka Khan Kirmani també conegut com a Bardsiri (ca.1853-1896) i el Pahlawi-nama, una inacabada història de l'Iran islàmic en versos heroics de Nawbakht, publicada al 1926-8. En els masnavis d'Amiri (1860-1947) i de la poeta Parwin I'tisami (1907-1941) s'expressa crítica política i social.
El darrer gran masnavi escrit per un poeta persa és el Kar-nama-yi zindan de Malik al Shua'llaura Bahar (1885-1951), en què l'escriptor i polític iranià narra, amb l'estil dels grans poetes didàctics del passat, les seues vicissituds polítiques durant els anys trenta.

## Masnaviturc
El masnavi turc es va desenvolupar tardanament sota la influència del masnavi persa i paral·lelament a aquest. La més antiga obra de la literatura turca musulmana que es conserva és un extens masnavi didàctic, el Kutadgu Bilig, obra qarakhànida del segle xi escrita per Yusuf Khass Hajib de Balasugan (Kirguizstan), per al príncep de Kaixgar.

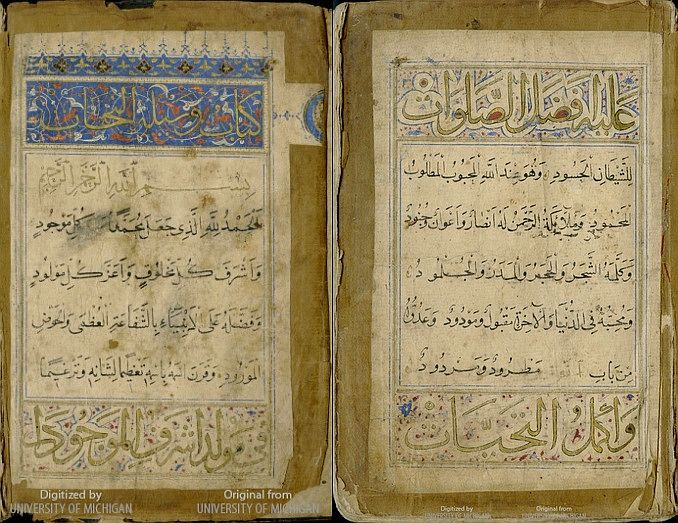
Masnavi Wasīlat al-najāt fī mawlid Ashraf al-mawjūdāt de Süleyman Çelebi. Manuscrit otomà del s. XV

Els masnavis turcs i perses comparteixen molts trets comuns que van des del tema (que els classifica en heroics, didàctics, religiosos i amorosos), fins a l'elecció de la mètrica (mutakarib, ramal i hazadj, respectivament).
L'element principal del masnavi narratiu era la trama amorosa entre dos personatges principals, home i dona, que donaven títol a l'obra. L'estructura i contingut del relat eren molt semblants als de la cassida àrab, tot i que sense la rigidesa d'aquesta forma poètica.
Quant al masnavi misticodidàctic, l'introduí a Anatòlia al Din Rumi i el seu fill Sultan Walad.
El Wasilat al-najat (1409) de Suleyman Celebi o Suleyman de Bursa (m. 1429), que aborda el naixement i els miracles del profeta Muhammad, és immensament popular.
A partir del segle XIV, els poetes turcs van fer brillants traduccions i adaptacions d'originals perses. El terme ghazawat-name es refereix a poemes narratius que celebren els triomfs militars dels otomans. Les epopeies en turc i en persa que, en l'estil del Shahnameh, van ser produïdes al segle XVI en honor de soldans contemporanis, foren criticades en el seu propi temps per la seua absència de mèrit literari o històric.
Sheikh Galib o Galib Dede (1757-1799), considerat un dels darrers grans poetes clàssics de la literatura turca, escriu al 1782 la seua obra més famosa, el masnavi Hüsn ü Aşk o Bellesa i amor. En aquest al·legòric poema narratiu s'expressa, amb elevat llenguatge simbòlic, el romanç entre un jove (anomenat Hüsn o Bellesa) i la seua estimada (Aşk o Amor), les concepcions misticoreligioses de l'autor, que arribaria a ser xeic del centre sufí de l'Orde Mawlawiyya del monestir de Karaköy.
Al segle xix, el gènere masnavi fou conreat per alguns dels darrers Llibres de la victòria o Zafer-names, relatius a les guerres amb Rússia o a les revoltes de grecs o serbis. Kececizade Izzet Molla (1785-1829) reviu el masnavi narratiu en la seua elegia autobiogràfica Mihnet-keshan (1825). La vitalitat del masnavi es mantingué fins a la fi de la literatura otomana. El poeta d'Istambul Mehmet Akif Ersoy (1873-1936) donà al masnavi un nou impuls: l'emprà en diàlegs en vers així com en recopilacions de sermons sobre assumptes religiosos i morals.

## Masnaviurdu

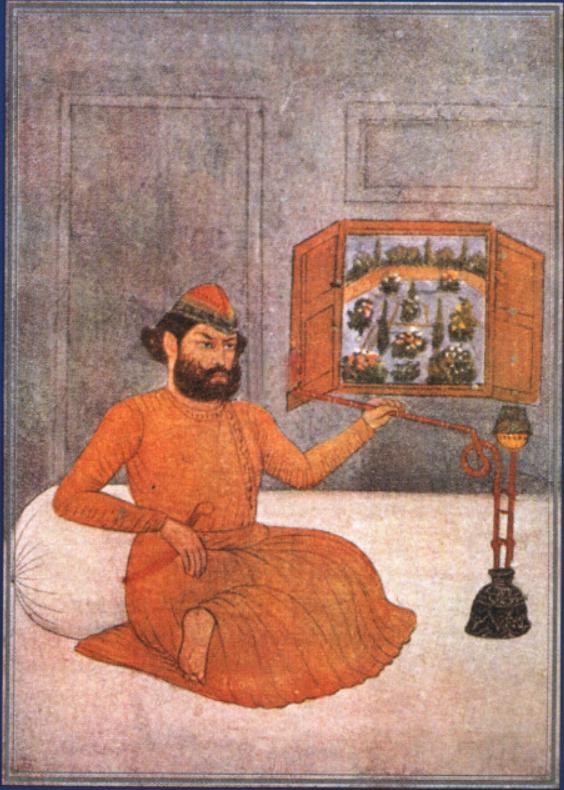
Pintura del s. XVIII de Taqi Mir, poeta del període mitjà del masnavi en urdu

L'evolució del masnavi en urdu es pot dividir en tres períodes: primitiu o primerenc, mitjà i modern.
El primer període, que correspon als segles xvi i xvii, està relacionat amb la fase de la literatura urdu caracteritzada per l'ús del dakhini (una de les seues varietats dialectals). El masnavi constitueix el gènere més popular de la poesia en dakhini i comprén una gran quantitat de poemes religiosos i profans dels quals alguns tenen milers de dístics. Malgrat que sovint eren traduccions o adaptacions de procedència persa, moltes n'eren originals.
D'aquest període hi ha eminents poetes coneguts sols pels seus masnavi: Mirza Muhammad Mukimi (m. ca. 1665) autor de Candarbadan u Mahyar i Kamal Khan Rustami que, al 1649, va compondre la primera obra de poesia èpica en urdu, el masnavi Khawar-nama (El llibre de l'Orient). Muhammad Nusrat Nusrati (m. 1684) va deixar un nombrós llegat de masnavis, dels quals el més cèlebre és Gulshan-iʿishk (El roserar de l'amor). Un altre masnavi notable seu és l'extensa epopeia Ali-nama (El llibre d'Alí).
El període mitjà del masnavi en urdu comença al s. XVIII. Aquesta etapa veu aparéixer molts excel·lents masnavis que han deixat empremta en la literatura urdu. Els masnavis heroics perden terreny en aquest període, mentre prosperen els de temàtica romàntica, i se n'enriqueixen d'estil. Aquells que tractaven temes d'amor basats en experiències personals creixen de manera significativa.
El poema Bustan-i khayal (El jardí de la imaginació), escrit el 1747 per Siradj al-Din (1714-1763) d'Aurangabad és considerat el primer masnavi important del període mitjà. Altres poetes famosos d'aquest període són Muhammad Taqi Mir (ca. 1724-1810) i Muhammad Muʾmin Khan Muʾmin (1800-51).

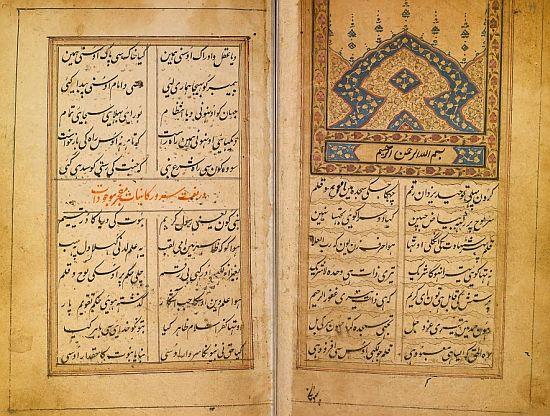
Shir al-Bayan, La història del príncep Benazir i la princesa Badrimunir, masnavi en urdu de Mir Ghulan Hasan (1727-1786). Manuscrit il·luminat del s. XIX, Índia

Destaca, entre els escriptors de masnavis romàntics no personals, Mir Ghulam Hasan (m. 1786), més conegut com a Mir Hasan. Autor d'una dotzena de masnavis, la seua fama es deu al seu extens Sihr al-bayan (La màgia de l'eloqüència) que conclou al 1784-5 i que conté uns 2.500 apariats. En aquest masnavi es relata l'amor del príncep Benazir i la princesa Badr-i Munir. A més de les qualitats literàries com el seu senzill i elegant llenguatge, fidel interpretació de sentiments, descripció real de la natura i convincent retrat dels personatges, aquest masnavi proporciona detalls sobre la vida de l'època, com els vestits del poble, l'etiqueta social, els costums i cerimònies.
El període modern del masnavi en urdu s'inicia a la fi del s. XIX, coincidint amb tendències literàries reformistes. En aquest predomina el masnavi social. A més no són tan extensos com els anteriors i tampoc segueixen les restriccions que el costum n'imposava a la mètrica.
D'aquesta època sobreïx especialment el poeta Khwadja Altaf Husayn Hali (1837-1914), que fa un estudi crític de la funció del masnavi en la poesia urdu i senta les bases de la seua evolució. Els seus masnavis reflecteixen les seues tendències socials i reformistes. Els més notables són Ubb-i watan (Patriotisme), Taʿassub o insaf (Fanatisme i justícia) i Munadjat-i bewa (L'oració de la vídua), que apareixen respectivament el 1874, 1882 i 1884.
Els esforços renovadors d'Hali donaren una nova dimensió al masnavi i foren una referència per a altres escriptors contemporanis i posteriors com ara Muhammad Ismaʿil Merafhi (1844-1917), Ahmad ʿAli Shawk Kidwaʾi (1853-1925) i Sayyid ʿAli Muhammad Shad ʿAzimabadi (1846-1927).
El gran poeta en urdu del s. XX, Muhammad Iqbal (1877-1938) adopta el masnavi per a un gran nombre de poemes, entre els quals Saki-nama (El llibre del coper), considerada una de les obres mestres de la literatura urdu.

## Masnaviàrab
En la poesia en àrab el masnavi és conegut com a muzdawidj.
Alguns dels muzdawidj recolzen en el patró de rima aaa bbb ccc, etc., en lloc del conegut aa bb cc, etc.

## Masnavisi art islàmic
La majoria de masnavis perses i àrabs del període medieval i fins i tot posterior s'editaren en forma de manuscrits il·luminats i impulsaren aquesta expressió d'art islàmic a les majors cotes d'esplendor i bellesa.

### Literatura persa
- A. Bausani, A. Pagliaro, Storia della letteratura persiana, Il masnavî, págs. 579-777, i La prosa, pgs. 779–846. Nuova Accademia Editrice, 1960.
- Finn Thiesen, A manual of classical Persian prosody: with chapters on Urdu, Karakhanidic, and Ottoman prosody, O. Harrassowitz, 1982, ISBN 9783447021043.
- A. J. Arberry, Classical Persian Literature, Psychology Press, 1994, ISBN 9780700702763.
- J. T. P. de Bruijn, Ehsan Yarshater, General introduction to Persian literature, I.B. Tauris, 2008, ISBN 9781845118860.

### Literatura turca
- A. Bombaci, La letteratura turca, Milan 1969.
- T. Gandjeï, The Baḥr-i dürer: an early Turkish treatise on prosody, in Studia turcologica memoriae Alexii Bombaci dicata, Naples 1982, 237-49.

### Literatura urdu
- Thomas Grahame Bailey, A history of Urdu literature, Editor Al Biruni, 1932.
- Anna Aronovna Suvorova, M. Osama Faruqi, Masnavi: a study of Urdu romanç, Oxford University Press, 2000, ISBN 9780195791488.
- R.B. Saksena, History of Urdu Literature, Cosmo Publication, 2003, ISBN 9788129200204.

### Literatura en àrab
- Grunebaum, Gustave I. von (Gustave Edmund), On the origin and early development of Arabic muzdawij poetry, Journal of Near Eastern studies. 3: 1 (1944), pgs. 9-13.